# Sidi Allal El Bahraoui
Sidi Allal El Bahraoui (arabiska: سيدي علال البحراوي) är en stad i Marocko. Den ligger i provinsen Khémisset och regionen Rabat-Salé-Kénitra, 30 km öster om huvudstaden Rabat. Antalet invånare var 15 866 vid folkräkningen 2014.